# Pure Dynamite
Pure Dynamite är ett studioalbum från 1987 av den svenska popsångerskan Pernilla Wahlgren.

## Låtlista
1. Love Is an Art
2. Stuck Together
3. Running for Cover
4. Pure Dynamite
5. Love Is Coming Our Way (duett med Emilio Ingrosso)
6. I Need Your Love
7. Every Time When We're Together
8. All Alone
9. Only Your Heart (duett med Emilio Ingrosso)
10. I Am Changing

## Listplaceringar
| Lista (1987-1988) | Topplacering |
| ----------------- | ------------ |
| Sverige           | 14           |

### Fotnoter
1. ↑  ”Pure Dynamite”. Swedishcharts. 26 februari 1987. http://www.swedishcharts.com/showitem.asp?interpret=Pernilla+Wahlgren&titel=Pure+Dynamite&cat=a. Läst 16 november 2014.